# Saleh Alah-Djaba
Saleh Alah-Djaba, född 5 januari 1950, är en friidrottare från Tchad. Han deltog vid olympiska sommarspelen 1972.